# مانوئلا ماگر
مانوئلا ماگر (انگلیسی: Manuela Mager؛ زادهٔ ۱۱ ژوئیهٔ ۱۹۶۲) اسکیت‌باز نمایشی اهل آلمان است.